# Charles-Antoine Campion
Charles-Antoine Campion, italianizzato in Carlo Antonio Campioni (Lunéville, 16 novembre 1720 – Firenze, 12 aprile 1788), è stato un compositore italiano nato in Lorena.

## Biografia

### Primi anni e attività a Livorno
Campion è nato a Lunéville (Meurthe-et-Moselle) in Lorena, da Jacques e Charlotte Bruget. Non molto si sa circa la sua prima formazione musicale in patria, forse fu allievo di Henry Desmarets. Siccome il padre era al servizio della corte lorenese, la sua famiglia si trasferì a Firenze in concomitanza con la salita al trono del Granducato di Toscana di Francesco Stefano di Lorena nel 1737.  In questo periodo è forse venuto in contatto con il maestro Giuseppe Tartini, di cui fu sicuramente allievo. Dal 1752 al 1762 fu maestro di cappella nella cattedrale di Livorno. Ebbe fortuna nelle amicizie aristocratiche e riuscì a far rappresentare una sua opera (Venere placata, su libretto di Marco Coltellini) per la celebrazione livornese (presso l'Accademia degli Avvalorati) delle nozze principesche tra Giuseppe II d'Asburgo-Lorena e Isabella di Borbone-Parma nel 1760. Il 14 febbraio 1763, il granduca in persona, al di fuori della prassi concorsuale, lo nomina maestro della cappella di corte, che assommava quelle del Duomo e del Battistero. A tale nomina contribuì forse il consiglio di padre Giovanni Battista Martini, con il quale Campion era già in contatto (le lettere che si scambiarono i due, che condividevano la passione per la musica antica, sono oggi conservate al Museo internazionale e biblioteca della musica di Bologna).

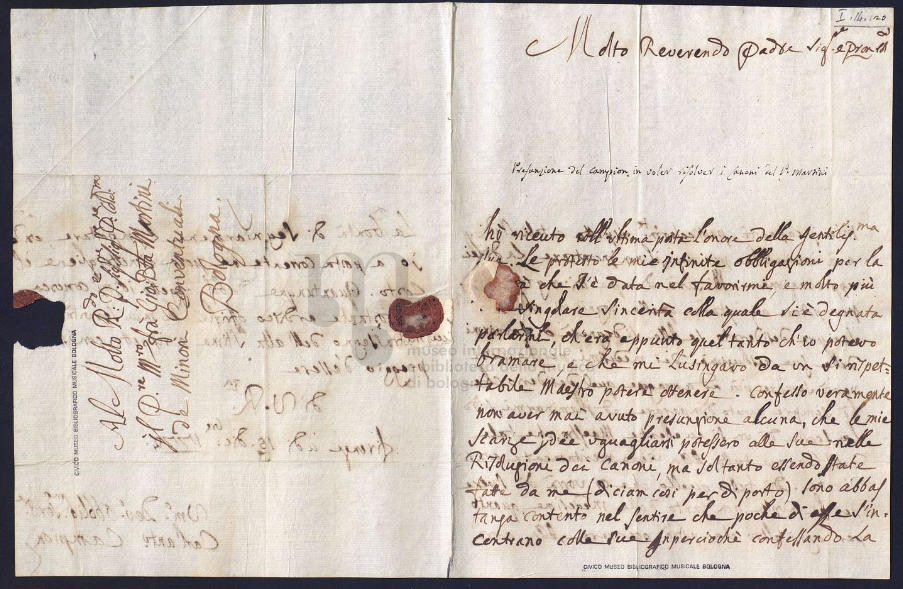
Lettera di Campion a Martini del 15 dicembre 1772, conservata al Museo internazionale e biblioteca della musica di Bologna

### L'incarico a Firenze e il riconoscimento internazionale
L'incarico di Campion obbediva a una logica di ricostruzione della vita musicale di corte a Firenze, che i Lorena intendevano ristabilire dopo il declino degli anni della Reggenza: un intento che si intensificò con il nuovo granduca Pietro Leopoldo. Durante il suo lavoro a Firenze, Campion si guadagnò la stima del mondo culturale italiano ed europeo per il suo gusto e per la sua collezione di musiche antiche. Charles Burney lo menziona come grande collezionista nel suo Viaggio musicale in Italia, affermando che la sua raccolta era seconda solo a quella di Martini. Negli anni '60 viaggiò all'estero per promuovere la pubblicazione della sua musica. Si stamparono sue opere ad Amsterdam e Parigi sotto la sua personale supervisione, e l'editore Walsh pubblicò suoi lavori a Londra. Le edizioni londinesi ebbero diffusione mondiale e vennero apprezzate da Thomas Jefferson, che divenne un grande collezionista dei suoi lavori per violino, di cui stese perfino un catalogo tematico. Nel 1766 si sposò con Margherita Perloz Brunet, provetta clavicembalista e pittrice, alla quale dedicò alcuni lavori per tastiera. Si ha notizia di un suo incontro con il quattordicenne Wolfgang Amadeus Mozart, a Firenze nel 1770.

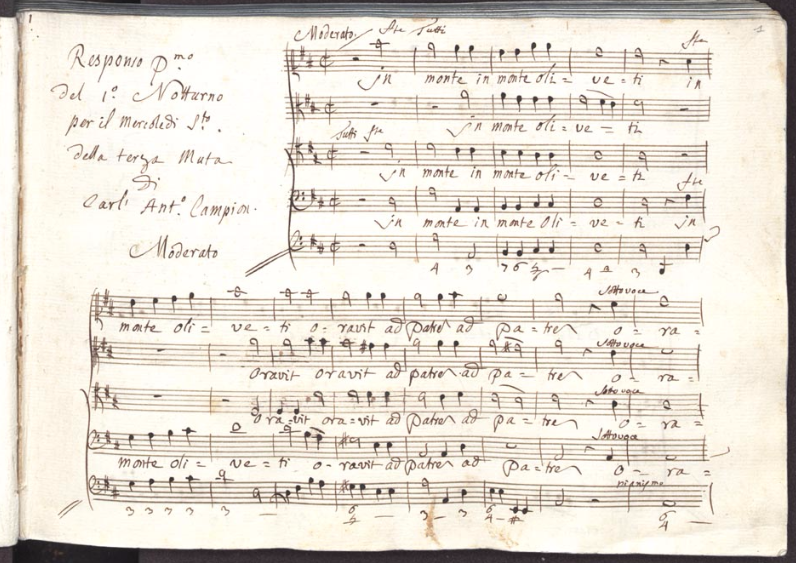
Prima pagina del manoscritto autografo dei «Responsori per la settimana santa» del 1780, conservato nel Conservatorio di Firenze.

### Gli ultimi anni e laquerellecon Ligniville
Negli anni '70, Campion fu protagonista di una aspra querelle con il marchese Eugenio di Ligniville. Anch'egli lorenese, partecipò alla ricostruzione della vita musicale fiorentina spalleggiando la nomina di Campion a maestro delle cappelle unificate, e ottenendo per sé la carica di Sovrintendete alla Musica della Real Camera e Cappella. La natura delle mansioni di Ligniville e Campion stabiliva con chiarezza che al primo spettavano le esecuzioni più complesse, mentre al secondo rimanevano gli incarichi più ordinari e amministrativi, ma nel 1772, forse spinto da manie di protagonismo e da una tendenza competitiva a lui peculiari, Ligniville, non contento della sua maggiore responsabilità, accusò Campion di non essere in grado di gestire la cappella né economicamente né musicalmente. Le accuse furono sopportate poco a corte: Campion era ben voluto presso il granduca e i suoi funzionari, e riuscì a reagire di persona dimostrando le sue capacità con la stesura del Trattato teorico e pratico dell'accompagnamento del cimbalo con l'arte di trasportare in tutti i toni e sopra tutti gli strumenti, dedicato a Pietro Leopoldo (l'autografo è al Conservatorio di Firenze). Nella diatriba, durata quasi quattro anni, prese indirettamente parte anche padre Martini, che, nonostante la sua maggiore vicinanza personale con Ligniville, finì per avvalorare il talento di Campion. Nel 1776, Ligniville, a causa della sua esuberanza fu esautorato dalle sue mansioni e licenziato, mentre Campion rimase in carica coperto di onori fino alla morte nel 1788.

## Opere e stile
Fu un compositore prolifico e rappresenta un trait d'union tra il modo di comporre tradizionale e lo stile classico. Scrisse molti lavori strumentali per cembalo e per archi, che, come abbiamo visto, ebbero molta fortuna anche all'estero, e presentano un acceso stile cromatico, sul solco dei risultati del suo maestro Tartini. Lavorò molto nel campo della musica sacra, dove, al contrario, presenta una severa prassi contrappuntistica. Molte sue composizioni sacre ebbero origini celebrative e cortigiane: si ricordano il Requiem per la morte di Francesco I di Lorena del 1766 (il cui autografo è a Berlino, vedi sezione Fonti); il Te Deum, scritto per la nascita dell'erede al trono granducale Francesco II d'Asburgo-Lorena (1768), che prevedeva quasi 200 esecutori; e il Requiem per la celebrazione fiorentina della morte di Maria Teresa d'Austria (1781), oggi a Vienna (vedi Fonti). Paradossalmente, non ci sono giunte sue composizioni celebrative profane, se non la citata Venere placata per le nozze di Giuseppe II, e l'incompiuta Etruria fortunata, scritta per Pietro Leopoldo, che forse Campion non riuscì a finire a causa della morte (l'autografo è conservato a Fiesole, vedi Fonti). Da citare le cantate profane non granducali T'amo bell'idol mio, per voce sola e strumenti (conservata nel Conservatorio di Firenze), e Parmi o balena il ciel, cantata epitalamica scritta per famiglia Pichi, oggi ad Ancona (vedi Fonti).

## Fonti

### Autografi
Gli autografi di Campion sono segnalati a:
- Firenze: il Conservatorio Luigi Cherubini, conserva il citato Trattato teorico e pratico dell'accompagnamento del cimbalo con l'arte di trasportare in tutti i toni e sopra tutti gli strumenti, dedicato a Pietro Leopoldo e rimasto inedito[14], e possiede almeno 5 autografi di musica sacra, oltre a numerose copie manoscritte coeve: tutti documenti in gran parte digitalizzati su Internet Culturale.[22][23]
- Ancona: la Biblioteca comunale Luciano Benincasa conserva un probabile autografo della cantata epitalamica per la famiglia Pichi.[16][24]
- Fiesole: nella Biblioteca della Scuola di Musica è stato rinvenuto l'autografo incompleto della citata Etruria fortunata, conservato in un'elegante rilegatura tardo-settecentesca nel Fondo Stefanelli.[19]
- Vienna: l'Österreichische Nationalbibliothek ha l'autografo del citato Requiem per Maria Teresa d'Austria (1781).[19]
- Parigi: nella Bibliothéque Prunières è presente un Concerto per oboe a lui attribuito.[14]
- Münster: la Santini-Bibliothek ha un Mottetto a 4 voci e strumenti datato 1766.[25]
- Berlino: la Musikabteilung del Preußischer Kulturbesitz nella Staatsbibliothek zu Berlin conserva il citato Requiem per Francesco I del 1766.[26]

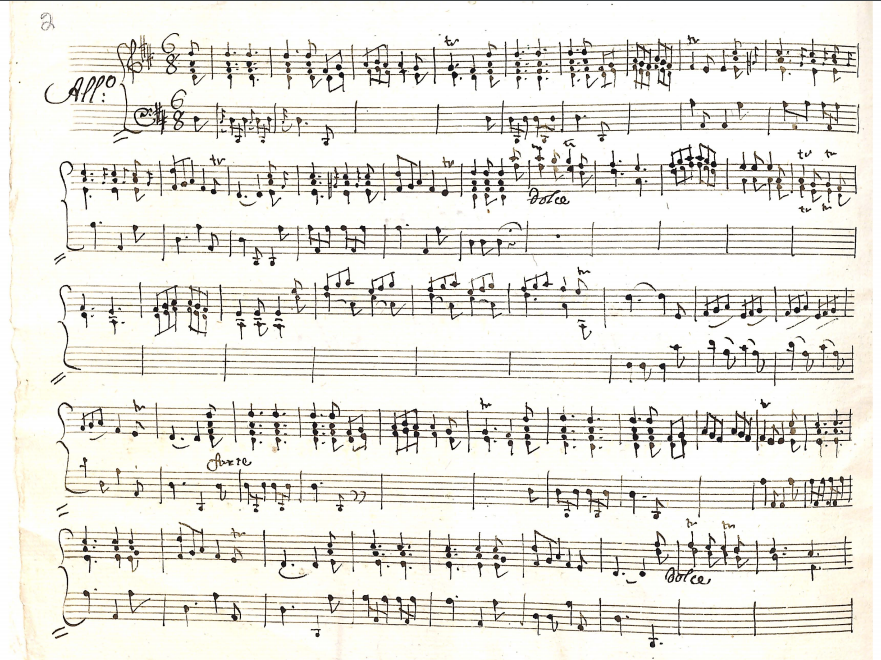
Copia manoscritta della prima pagina del terzo movimento della Sonata per clavicembalo n. 3 in Re maggiore di Campion, conservato nel Fondo Ricasoli dell'Università del Kentucky a Louisville, che la data al 1790

### Manoscrtitti
Copie manoscritte delle sue opere sono sparse in tutto il mondo. Il maggior numero si trova, in Italia, nelle citate biblioteche di Firenze e Ancona e a 
- Genova (Conservatorio Paganini)[27],
- Roma (nell'archivio del Laterano, nell'Archivio Doria Pamphilj, e nella Biblioteca privata Giancarlo Rostirolla)[19],
- Napoli (Conservatorio di San Pietro a Majella)[19],
- Montecatini Terme (Fondo Venturi)[28],
- Bologna (Museo internazionale e biblioteca della musica)[27],
- Pistoia (Fondo Rospigliosi dell'Archivio Capitolare)[27][29][30],
- Venezia (Fondazione Ugo e Olga Levi, Biblioteca Nazionale Marciana, Fondo Torrefranca del Conservatorio Benedetto Marcello)[27],
- Bergamo (Biblioteca civica Angelo Mai)[27],
- Stresa (Archivio privato Borromeo dell'Isola Bella)[27],
- Trento (Archivio di Stato)[27],
- Pavia di Udine (Biblioteca privata Ricardi).[27]

All'estero si segnalano copie a Stoccolma (Musik- och teaterbiblioteket), Berkeley (Jean Gray Hargrove Music Library) e Louisville (Fondo Ricasoli della University of Kentucky: i manoscritti contenuti in questo fondo sono digitalizzati in IMSLP).

## Composizioni

### Musica vocale
‘Salve Regina’ op. VIII per soprano e strumenti (ed. Paris, Le Clerc)
‘Venere placata’ Azione scenica	(Livorno 1760)
Cantata ‘T'amo bell'idol mio'
Messa (1780)
Requiem (1781)
Te Deum, scritto per la nascita dell'erede al trono Francesco II di Lorena (1768)
Circa 40 composizioni liturgiche a 4 voci e BC
Parmi o balena il ciel, cantata epitalamica scritta per famiglia Pichi
L'Etruria fortunata

### Musica strumentale
Sinfonia per archi
Concerto per oboe (attribuito)
Concerto per clavicembalo con violini obbligati
3 concerti per flauto (ms)
Concerto per 2 flauti e archi
8 raccolte di Triosonate per 2 violini e violoncello (ed. Hummel, Le Chevardiere, Randall, Walsch, Le duc, ecc.)
Divertimento per flauto, violino e basso
2 raccolte di 6 duetti per violino e violoncello (op. 7 e op. 9 – ed. Hummel, Walsch)
6 divertimenti op. 8 per 2 violini
Sonata per violino e cembalo
3 sonate da camera per flauto e cembalo
6 sonate per clavicembalo
Caccia in Re Magg. per clavicembalo
Fuga in Fa Magg. per pianoforte

### Opere teoriche
Trattato teorico e pratico dell'accompagnamento del cimbalo